# Малий Узень (село)
Малий Узень — село в Росії, у складі Пітерського муніципального району Саратовської області.
Населення 1640 осіб (2002).

## Географія
Село розташоване в південно-східній частині району на лівому березі річки Малий Узень. До районного центру, села Пітерка — 30 км, до залізничної станції Малоузенськ — 4 км.

## Історія
Засноване село в 1747 році російськими та українськими переселенцями.

## Сьогодення
У селі є школа, будинок культури, відділення зв'язку. Планування села багаторядне, розгалужене.